# Eudorylas auctus
Eudorylas auctus är en tvåvingeart som beskrevs av Christian Kehlmaier 2005. Eudorylas auctus ingår i släktet Eudorylas och familjen ögonflugor. Inga underarter finns listade i Catalogue of Life.